# Avenida Ressano Garcia
A Avenida Ressano Garcia é uma avenida de Lisboa, localizada em São Sebastião da Pedreira, atual freguesia das Avenidas Novas, mais propriamente no denominado Bairro Azul. Faz a ligação entre a zona do El Corte Inglés de Lisboa e o início da freguesia de Campolide. A Rua da Mesquita (prolongamento natural da avenida e que anteriormente fazia parte desta), faz a ligação com o Campus de Campolide onde se localiza a reitoria da Universidade Nova de Lisboa. Os seus edifícios são na maioria art déco e modernistas, e estão practicamente intactos desde a década de 1970
A rua homenageia desde 1929 Frederico Ressano Garcia, político e engenheiro lisboeta responsável pela gestão da expansão e renovação urbana da cidade. O nome de Ressano Garcia havia sido dado previamente à actual Avenida da República, tendo em 1910 sido retirado em detrimento do actual nome. Após o final da Primeira República foi novamente homenageado com outra rua.